# کالج تیلورز

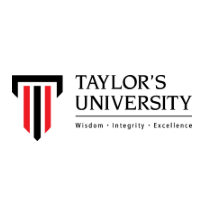
لوگو کالج تیلورز

کالج دانشگاهی تیلورز ، یکی از بهترین مراکز آموزش مالزی است که در دنیا معتبر و شناخته شده است. کالج تیلورز مالزی در چندین نقطه مالزی شعبه دارد:
- شهر پتالینگ جایا در استان سلانگور مالزی
- شهر کوالالامپور پایتخت مالزی

این کالج در ۱۹۶۹ تأسیس شده و قدیمی‌ترین کالج خصوصی مالزی است. شعبه اصلی این کالج در منطقه اس اس ۱۵ در شهرک سوبانگ جایا (در شهر پتالینگ جایا) است.
کالج تیلورز دوره‌های مختلفی در مقطع پیش دانشگاهی و فوق دیپلم ارائه می‌کند. برنامه‌های پیش دانشگاهی این کالج که از انگلستان، استرالیا و کانادا هستند از معتبرترین برنامه‌های مشابه در مالزی به شمار می‌روند. 
برای مثال این کالج (به همراه کالج دانشگاهی سان وی) یکی از دو مرکزی است که دولت اونتاریو در کانادا به عنوان نماینده به رسمیت می‌شناسد. این کالج در ضمن از اواخر سال ۲۰۰۶ به عنوان "کالج دانشگاهی" شناخته می‌شود. این به علت ارائه دوره‌های لیسانس است.